# Piotr Michalicyn
Piotr Tichonowicz Michalicyn (ros. Пётр Тихонович Михалицын, ur. 13 czerwca?/26 czerwca 1904 we wsi Piglenki w rejonie kotielnickim w obwodzie kirowskim, zm. 11 lutego 1961 w Wołgogradzie) – radziecki generał porucznik, Bohater Związku Radzieckiego (1940).

## Życiorys
Urodził się w rodzinie chłopskiej. Skończył 7 klas, później pracował w kopalni w Kuźnieckim Zagłębiu Węglowym, 1926–1928 i ponownie od 1932 służył w Armii Czerwonej, w 1935 ukończył szkołę piechoty. Od 30 listopada 1939 jako dowódca kompanii pułku piechoty 163 Dywizji Piechoty 9 Armii brał udział w wojnie z Finlandią, już pierwszego dnia wojny niszcząc fiński garnizon i opanowując miejscowość Juntusranta. 9 grudnia 1939 jego kompania została okrążona, a on sam ranny w walce, jednak zdołał wyprowadzić kompanię z okrążenia. Od 1941 należał do WKP(b) i uczestniczył w wojnie z Niemcami, walcząc m.in. w bitwie pod Moskwą i pod Stalingradem, w 1942 był zastępcą dowódcy 112 Dywizji Piechoty, w 1943 ukończył przyśpieszony kurs Wojskowej Akademii Sztabu Generalnego i został dowódcą 5 Dywizji Orłowskiej. Dowodzona przez niego dywizja opanowała m.in. Wołkowysk, Białystok, Ostrołękę i Różan. 13 września 1944 otrzymał stopień generała majora, w 1945 na czele dywizji dotarł do Łaby, w 1952 skończył kursy doskonalenia dowódców dywizji piechoty, w 1956 zakończył służbę wojskową w stopniu generała porucznika. Jego imieniem nazwano ulicę w Orle.

## Odznaczenia
- Złota Gwiazda Bohatera Związku Radzieckiego (26 stycznia 1940)
- Order Lenina (dwukrotnie)
- Order Czerwonego Sztandaru (czterokrotnie)
- Order Suworowa II klasy
- Order Kutuzowa II klasy
- Order Czerwonej Gwiazdy (dwukrotnie)
- Legia Zasługi (Stany Zjednoczone)
- Krzyż Walecznych (Polska Ludowa)
- Medal za Odrę, Nysę, Bałtyk (Polska Ludowa)

I medale.